# Antoine Galland
Antoine Galland (ur. w 1646 w Rollot, zm. w 1715 w Paryżu) – francuski orientalista i archeolog. Autor pierwszego europejskiego przekładu Księgi tysiąca i jednej nocy.

## Życiorys
Urodził się w 1646 roku w Rollot jako siódme dziecko ubogiej rodziny. W młodości uczył się hebrajskiego, łaciny i starogreki od kanoników, a następnie studiował w Noyon i w paryskim Collège de France. W latach 1670–1675 przebywał w Konstantynopolu, towarzysząc francuskiemu ambasadorowi, gdzie nauczył się arabskiego, perskiego i tureckiego.
Cztery lata po powrocie do Francji, został antykwariuszem na dworze króla Ludwika XIV, gdzie zaczął kolekcjonować stare monety i manuskrypty. Dzięki pracy nad słownikami, przetłumaczył na francuski Koran, a także napisał „Les Paroles remarquables, les bons mots et les maximes des Orientaux” oraz „Les Contes et fables indiennes de Bidpai et de Lokmam”. W 1704 rozpoczął trzynastoletnią pracę nad tłumaczeniem syryjskich manuskryptów „Księgi tysiąca i jednej nocy” (Les Mille et une nuits). Zmarł w 1715 roku w Paryżu.